# Orsennes
Orsennes – miejscowość i gmina we Francji, w Regionie Centralnym, w departamencie Indre.
Według danych na rok 1990 gminę zamieszkiwały 913 osoby, a gęstość zaludnienia wynosiła 19 osób/km² (wśród 1842 gmin Regionu Centralnego Orsennes plasuje się na 435. miejscu pod względem liczby ludności, natomiast pod względem powierzchni na miejscu 102.).